# More (Riz-Ortolani-Lied)
More (italienisch Ti guarderò nel cuore ‚Ich werde in dein Herz schauen‘) ist die von Riz Ortolani und Nino Oliviero komponierte Hauptmelodie für den Dokumentarfilm Mondo Cane von 1962. Der italienische Text wurde von Marcello Ciorciolini verfasst, der englische von Norman Newell.

## Hintergrund
Katyna Ranieri nahm 1962 „Ti Guarderò Nel Cuore“  mit einem Orchester unter der Leitung von Ortolani, der wo auch ihr Ehemann war, auf.
„More“ wurde 1964 mit dem Grammy Award für das Best Instrumental Composition ausgezeichnet. und war bei der Oscarverleihung 1964 für den Oscar für den besten Originalsong nominiert, wo es von Katyna Ranieri in englischer Sprache vorgetragen wurde. Die Nominierung veranlasste Ruggero Deodato, Ortolani mit der Komposition der Musik für seinen Film Nackt und zerfleischt zu beauftragen.
Im Jahr 2006 erhielt Ortolani eine BMI USA Special Citation für mehr als sieben Millionen Aufführungen von „More“ und mehr als fünfzehnhundert verschiedene Versionen, die von namhaften Künstlern und Orchestern aufgenommen und mehr als 70 Millionen Mal verkauft wurden.

## Coverversionen

### Kai Winding
„More“ wurde in den USA erstmals als Pop-Instrumental-Hit des Jazz-Posaunisten Kai Winding bekannt, der von Claus Ogerman arrangiert und dirigiert und als Single auf Verve 10295 veröffentlicht wurde. Die im Sommer und Herbst 1963 populäre Platte erreichte Platz 2 der Easy-Listening-Charts und Platz 8 und hielt sich 15 Wochen lang in den Billboard Hot 100.

### Frank Sinatra
Mit einem Arrangement von Quincy Jones und der Count Basie Band nahm Frank Sinatra am 12. Juni 1964 in Los Angeles den Song auf. „More“ wurde auf dem zweiten Sinatra-Basie-Album „It might as well be swing“ veröffentlicht.

### Carol Williams
Eine Coverversion von Carol Williams aus dem Jahr 1976 auf dem Salsoul-Label war populär, als Disco zum Mainstream wurde, und gilt als früher Disco-Klassiker. „More“ soll die erste kommerzielle 12-Zoll-Single sein, die weltweit in Läden verkauft wird, aber laut Vince Aletti ist dies nur eine Werbepressung und somit sei „Ten Percent“ von Double Exposure die erste kommerzielle 12-Zoll-Single. Sie erreichte Platz 4 der Disco-Singles, Platz 8 der Dance Music/Club Play-Singles und Platz 98 der R&B-Singles.